# Golf de l’Océan
De Golf de l’Océan is een golfclub in Agadir, Marokko. De baan ligt in duinen die begroeid zijn met veel  eucalyptusbomen en brem.
De Golf de l’Océan  is eigendom van het Atlantic Palace Hotel, dat op 7 km afstand ligt. De baan bestaat uit drie lussen van negen holes: de Woestijnbaan, de Tuinbaan en de Duinenbaan, alle met een par van 36. Hij werd ontworpen door Belt Collins en in 2009 geopend. Het clubhuis was een jaar later klaar.

## Golfschool
Er is een golfschool die onder leiding staat van de Belgische PGA pro Pierre Michielsen, mede-oprichter van de Belgische PGA. Hij was ook captain van het Belgische team, onder meer tijdens de Interland Holland-België in 1989 en 1990.

## Toernooien
Sinds 2011 wordt er jaarlijks een toernooi van de Europese PGA Tour gespeeld:
- King Hassan II Trophy in 2011
- 18de Princess Lalla Meryem Cup  in 2012